# Carl von Seebach
Hans Carl Heinrich von Seebach (* 1809; † 24. November 1877 in Langensalza) war ein deutscher Kommunalpolitiker. 

## Leben
Er stammte aus dem thüringischen Adelsgeschlecht von Seebach und war der Sohn des preußischen Hauptmanns Hans Carl Friedrich von Seebach und der Maria Friederike Caroline geb. von Marschall. 
1834 wurde er als Kandidat der Rechte Auskultator beim Oberlandesgericht Naumburg. 1846 übernahm er die Stelle des Landrates des Kreises Langensalza. Bereits am 21. November 1848 legte er dieses Amt aufgrund der politischen Ereignisse nieder und setzte sich in Langensalza zur Ruhe. Er konnte dabei auf ein nicht unbeträchtliches Vermögen zurückgreifen, denn als sein Vater am 23. September 1850 starb, erbte er neben seinen Brüdern anteilmäßig den väterlichen Wahlhof in Großengottern und das Rittergut Ziegelsdorf bei Coburg. 
Carl von Seebach hinterließ den 1851 geborenen Sohn Hans Georg Werner Friedrich von Seebach, der in den preußischen Militärdienst eingetreten war und nun auf den ererbten Familiengütern als Leutnant der Reserve lebte. Er ließ sich als Baron bzw. Freiherr ansprechen und errichtete sich in Ziegelsdorf ein pompöses Mausoleum.